# Elise Russis
Elise Russis, née le 30 novembre 2003 à Rouen, est une athlète française spécialisée en saut à la perche. Vice-championne du monde juniors en 2021, elle est également médaillée de bronze aux Championnats de France 2024.

## Carrière

### Les débuts (2003-2020)
Fille de Daniel Russis, ancien perchiste et son entraîneur depuis toujours, Elise Russis a également 3 grands frères tous perchistes ce qui la pousse à pratiquer cette discipline dès ses 10 ans dans la catégorie benjamin après avoir fait quelques années de gymnastique.
Dès ses années cadettes, elle devient la 2e meilleure performeuse de tous les temps dans sa catégorie (4,16 m).
La saison 2020 est difficile pour Elise Russis qui doit composer avec des soucis à la cheville. De plus, les restrictions liées au Covid-19 l'oblige à s'entraîner seule pendant l'hiver.

### 2021- 2022: d'excellents résultats sur la scène mondiale
Lors de la saison 2021, elle intègre le dispositif Seine-MarTEAM 76 qui lui permet de bénéficier d'une aide financière pour poursuivre sa carrière en parallèle de ses études en kinésithérapie. Dans son club de toujours du Stade sottevillais 76, la présence de l'expérimentée Marion Lotout est un atout dans sa progression.
Si elle ne termine que 6e des Championnats d'Europe Juniors d'athlétisme 2021à Tallinn, elle devient vice-championne du monde juniors à Nairobi avec un saut à 4,15 m alors qu'elle n'en encore que juniors première année.
Au mois de février, elle devient à nouveau championne de France juniors en salle (4,10 m) mais échoue à battre son record personnel établi à 4,25 m.
Lors des Championnats du monde d'athlétisme Juniors 2022 à Cali, elle ne réussit pas à remonter sur le podium et termine 4e avec 4,20 m. Cela fait suite à un concours de qualification laborieux durant lequel Elise Russis a dû s'y reprendre par 3 fois pour franchir 3,95 m alors qu'elle possédait la 3e meilleure performance des engagées (4,30 m).

### 2024 - 2025: années de confirmation des espoirs
La saison 2024 voit Elise Russis trouver une régularité de ses performances autour de 4,30 m et 4,35 m ce qui va lui permet de s'imposer parmi les meilleures perchistes françaises.
En mars, elle devient championne de France Espoirs en salle (4,35 m). Il s'agit de son nouveau record qui lui permet de s'empare par la même occasion du record des championnats.
Lors des Championnats de France 2024, elle termine 3e grâce à un saut à 4,31 m, derrière Marie-Julie Bonnin et Ninon Chapelle mais à égalité avec Alix Dehaynain.
Le 4 Juillet, Elise Russis porte son record personnel à 4,40 m lors du Meeting International de Sotteville-lès-Rouen. Le lendemain, elle est porteuse de la flamme olympique lors de son passage à Rouen,.
Le 17 du même mois, elle devient vice-championne de France Espoirs (4,20 m), seulement devancé aux essais par Emma Brentel,.
Début février 2025, à Nantes, elle devient à nouveau championne de France Espoir en salle (4,25 m), soit son 5e titre jeune en salle sur les 6 dernières années. Elle échoue de très peu à franchir une barre à 4,46 m.

## Palmarès
| Date | Compétition                                  | Lieu    | Résultat | Performance |
| ---- | -------------------------------------------- | ------- | -------- | ----------- |
| 2019 | Festival olympique de la jeunesse européenne | Bakou   | 5e       | 3,80 m      |
| 2021 | Championnats d'Europe Juniors                | Tallinn | 6e       | 4,02 m      |
| 2021 | Championnats du monde Juniors                | Nairobi | 2e       | 4,15 m      |
| 2022 | Championnats du monde Juniors                | Cali    | 4e       | 4,20 m      |
| 2023 | Championnats d'Europe Espoirs                | Espoo   | 12e      | 4,00 m      |

| Date | Compétition                             | Lieu          | Résultat | Performance |
| ---- | --------------------------------------- | ------------- | -------- | ----------- |
| 2019 | Championnats de France Cadets en salle  | Liévin        | 2e       | 3,90 m      |
| 2019 | Championnats de France Cadets           | Angers        | 1re      | 4,00 m      |
| 2020 | Championnats de France Cadets en salle  | Miramas       | 1re      | 3,80 m      |
| 2021 | Championnats de France Juniors en salle | Miramas       | 1re      | 4,01 m      |
| 2022 | Championnats de France Juniors en salle | Nantes        | 1re      | 4,10 m      |
| 2022 | Championnats de France Juniors          | Mulhouse      | 1re      | 4,15 m      |
| 2023 | Championnats de France Espoirs en salle | Miramas       | 2e       | 4,10 m      |
| 2023 | Championnats de France Espoirs          | Fontainebleau | 3e       | 4,30 m      |
| 2024 | Championnats de France Espoirs en salle | Saint-Brieuc  | 1re      | 4,35 m      |
| 2024 | Championnats de France                  | Angers        | 3e       | 4,31 m      |
| 2024 | Championnats de France Espoirs          | Albi          | 2e       | 4,20 m      |
| 2025 | Championnats de France Espoirs en salle | Nantes        | 1re      | 4,25 m      |

## Record personnel
| Epreuve          | Performance | Lieu                 | Date           |
| ---------------- | ----------- | -------------------- | -------------- |
| Saut à la perche | 4,40 m      | Sotteville-lès-Rouen | 4 juillet 2024 |